# Ard van der Tuuk
Ard van der Tuuk (Winschoten, 22 november 1968) is een Nederlands politicus en bestuurder. Hij is lid van de PvdA. Sinds 2 oktober 2019 is hij burgemeester van Westerkwartier.

## Loopbaan
Na het afronden van het vwo op het Winkler Prins heeft Van der Tuuk aan de Rijksuniversiteit Groningen eerst geneeskunde en daarna fiscaal recht gestudeerd, maar beide opleidingen heeft hij niet afgerond. Vervolgens was hij werkzaam in de automatisering en daarna ging hij werken bij een onderwijsadviesbureau.
Van der Tuuk werd actief in de politiek en bovendien werd hij bestuurslid van het waterschap Noorderzijlvest. In 2007 werd hij verkozen tot lid van de Provinciale Staten van Drenthe. In 2011 werd hij daar gedeputeerde maar in april 2016 gaf hij vrij plotseling die functie op. Vanaf februari 2016 was hij ook penningmeester in het landelijk bestuur van de PvdA.

## Burgemeester
In oktober 2016 werd Van der Tuuk waarnemend burgemeester van Grootegast. Per 1 januari 2019 ging die gemeente op in de fusiegemeente Westerkwartier waarmee aan zijn waarnemend burgemeesterschap een einde kwam. Op 9 juli 2019 werd hij door de gemeenteraad van Westerkwartier voorgedragen als eerste kroonbenoemde burgemeester. Op 6 september 2019 werd bekendgemaakt dat de ministerraad op voordracht van de minister van Binnenlandse Zaken en Koninkrijksrelaties heeft besloten hem te laten benoemen bij koninklijk besluit. De benoeming ging in op 2 oktober 2019.

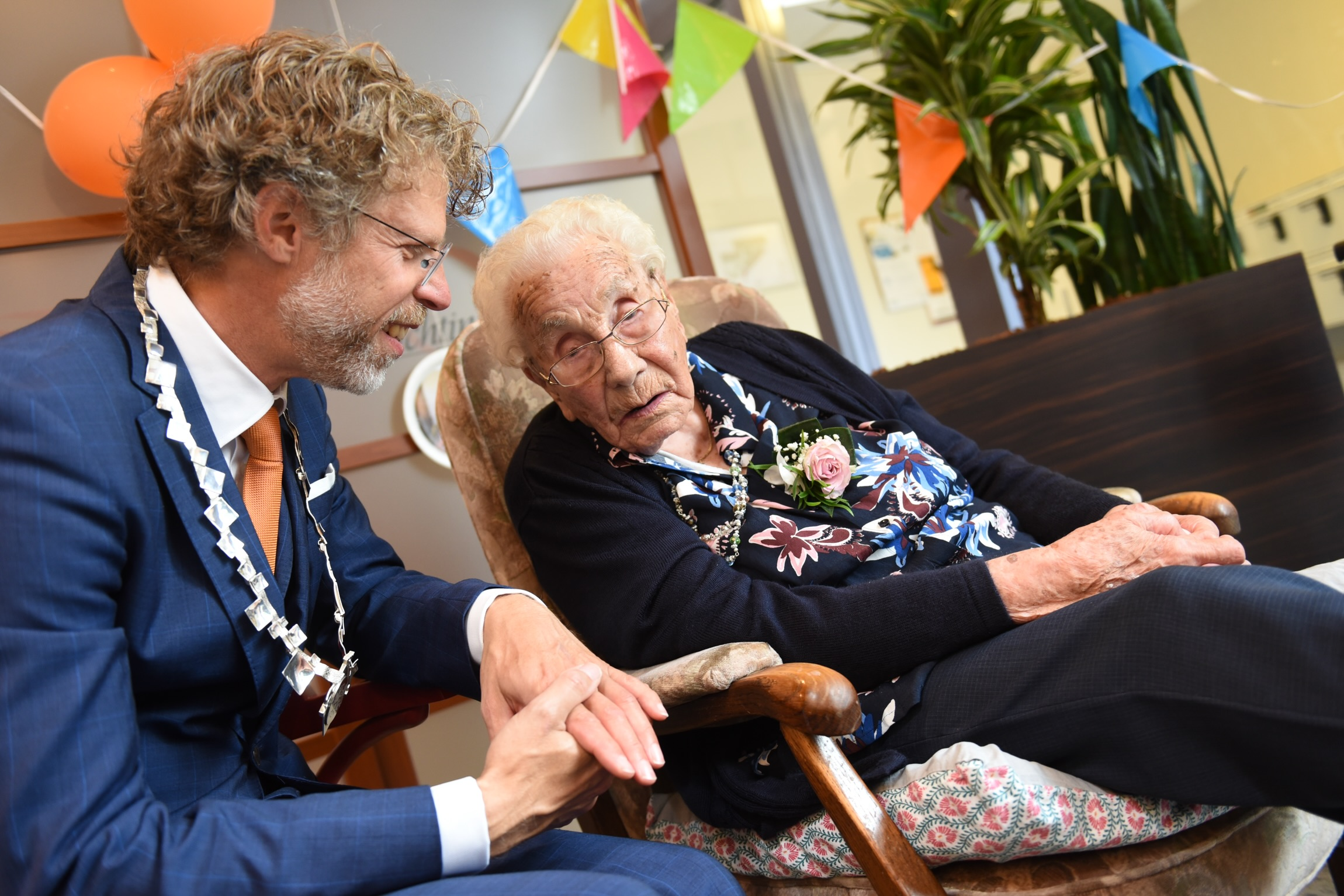
Burgemeester Van der Tuuk brengt een bezoek aan mw. Ebeltje Boekema-Hut op haar 110e verjaardag in 2021.

Als burgemeester van Westerkwartier kreeg Van der Tuuk wettelijke taken, algemene beleidscoördinatie, personeel & organisatie, dienstverlening, juridische zaken, ICT/digitalisering/privacy, openbare orde & veiligheid, lobby & positionering, internationaal (zustergemeenten), communicatie en vergunning evenementen in zijn portefeuille.
Als burgemeester van Westerkwartier werd Van der Tuuk onder meer voorzitter van de Vereniging van Groninger Gemeenten (VGG), penningmeester van de Veiligheidsregio Groningen (VRG), lid van de commissie bestuur en veiligheid van de Vereniging van Nederlandse Gemeenten (VNG), lid van het dagelijks bestuur van de Eems Dollard Regio (EDR), vicepresident van de Association of European Border Regions (AEBR) en lid van de stuurgroep van de Regio Groningen-Assen.

## Nevenfuncties
Na de Provinciale Statenverkiezingen van 2023 werd Van der Tuuk door de BoerBurgerBeweging (BBB) gevraagd om te verkennen voor een vorming van een coalitie in de provincie Groningen. Als informateur adviseerde hij een coalitie van BBB, PvdA, Groninger Belang en ChristenUnie. Als formateur slaagde hij er in tot een coalitieakkoord te komen tussen deze partijen.
Naast het burgemeesterschap werd Van der Tuuk voorzitter van de raad van toezicht van Stichting Het Houten Huis - een theatergezelschap - en lid van de adviesraad van het Sociaal Planbureau Groningen en het Trendbureau Drenthe.

## Privéleven
Van der Tuuk is geboren in Winschoten, woonde tot zijn tweede in Oude Pekela en groeide op in Veendam. Hij is getrouwd en heeft kinderen.